# Santi Urbano e Lorenzo a Prima Porta
Santi Urbano e Lorenzo a Prima Porta är en diakonia och församlingskyrka i Rom, helgad åt de heliga Urban I och Laurentius. Kyrkan är belägen i området Prima Porta i norra Rom. 
Den första kyrkan på denna plats uppfördes på 1100-talet. Den byggdes om år 1631 och helgades då åt de heliga Urban och Laurentius. På 1900-talet byggdes en ny kyrka bredvid den gamla.

## Diakonia
Santi Urbano e Lorenzo a Prima Porta är sedan år 1994 titeldiakonia. Den är vakant sedan januari 2017.
Kardinaldiakoner
- Gilberto Agustoni (1994–2005), pro hac vice titulus (2005–2017)